# Walter Houser Brattain
Walter Houser Brattain (n. 10 februarie 1902, Xiamen⁠(d), Dinastia Qing – d. 13 octombrie 1987, Seattle, Washington, SUA) a fost un fizician american care, împreună cu John Bardeen și William Shockley, a inventat tranzistorul. Cei trei au împărțit în 1956 Premiul Nobel pentru Fizică pentru această invenție.
S-a născut în China, unde tatăl lui era profesor la o școală privată de băieți.:11 Întors în SUA, și-a făcut studiile acolo, luându-și doctoratul la Universitatea din Minnesota. În anul 1929 a devenit cercetător în Laboratoarele Bell.